# Архэ
Архэ́ (др.-греч. ἀρχή, дор. ἀρχά — «начало, основание, происхождение; первопричина, принцип») в досократовской древнегреческой философии — первооснова, первовещество, первоэлемент, из которого состоит мир. Для характеристики учений первых философов этот термин использовал Аристотель.
- У Фалеса в роли архэ выступает вода (как самая «бесформенная» материя, стихия).
- У Анаксимандра архэ — апейрон (др.-греч. ἄπειρον — беспредельное или неопределённое) — первостихия, не являющаяся какой-то определённой вещью, «никакая» сама по себе, но порождающая четыре стихии и целый мир определённых вещей.
- У Анаксимена архэ — «неопределённый воздух» (др.-греч. ἀήρ ἄπειρος — аэр (или айрос) апейрос), первооснова, одновременно неопределённая и определённая (определённая в качестве «воздуха» — поскольку он есть «пустота», разделяющая вещи, а кроме того источник жизни, дыхания). Концепт возник как попытка объяснить противоречие: первооснова не должна быть чем-то определённым, чтобы из неё могло произойти всё (ведь разные вещи имеют разные определённости, часто противоположные друг другу, например холодное и горячее), но чтобы из чего-то могло возникнуть нечто определённое, в этом чём-то уже должна быть какая-то своя определённость. Развитие понятия архэ в милетской школе (Фалес → Анаксимандр → Анаксимен) часто приводят как яркий пример развития понятия через диалектическую триаду: тезис → антитезис → синтез (архэ определённое → неопределённое → и определённое, и неопределённое).
- У Пифагора архэ — число (как нечто совершенно нематериальное, но задающее порядок в природе, постигаемый в математике и — как сказали бы современные учёные — в физике). Числа понимались в пифагорействе не как выражение лишь количественной определённости чего-то, но скорее как метафизические качества, относящиеся к особой, «божественной» реальности. Например, единица — не просто первое из чисел, но и мера, начало числа как такового, выразитель его природы. Двойка («диада», «дво́ица») — выразитель природы разделения, противоречия, множественности и т. д. Подобное осмысление ряда натуральных чисел найдёт развитие в многочисленных школах оккультизма.
- У Гераклита архэ — огонь (как самая «тонкая» и «живая» стихия). Впрочем, истинным первоначалом является подобный огню Логос, закон, поддерживающий мировой порядок.
- У Парменида архэ — само бытие, оно едино и неделимо; «бытие есть, а небытия нет». Кроме того, бытие как таковое тождественно с мышлением.
- У Анаксагора архэ — вечные элементы мира, «семена» («гомеомерии», как потом назовёт их Аристотель), в каждом из которых потенциально заключён весь мир, все остальные элементы, «всё смешано со всем». Кроме того существует Мировой Ум (νοῦς), сам по себе не смешанный ни с чем и присутствующий «не во всём, а только в некоторых». Ум и является причиной, почему каждая вещь не является сразу всем, а только определённой собой.
- У Эмпедокла архэ — множественно, это четыре элемента (стихии): Земля, Воздух, Вода, Огонь, и две движущие силы: любовь и вражда. Таким образом, нет единого первоначала, а мир существует сразу как система элементов и сил, вечных самих по себе.
- У Демокрита архэ — бесконечно разнообразные атомы, разделённые пустотой.

## Употребление слова в других значениях
Термин «архэ» в древнегреческом языке употреблялся в основном своём значении «начало»; например, как «момент времени, с которого начинаются какие-либо события» это слово (в дательном падеже) употребляется в зачине Евангелии от Иоанна: «В начале было Слово» (Эн архэ эн о Логос). См. также Филон Александрийский.
В значении «начало» как «руководящий принцип» это слово употреблял Аристотель, когда говорил о началах доказательства.